# غوفر دخاني
غوفر دخاني (الاسم العلمي:Pappogeomys fumosus) هو نوع من الحيوانات يتبع جنس غوفر مكسيكي من فصيلة الغوفرية.